# Кадри Весели
Кадри Весели (алб. Kadri Veseli; Косовска Митровица, 31. мај 1967) албански је политичар са Косова и Метохије. Бивши је председник Скупштине Републике Косово и Демократске партије Косова. Један је од оснивача и вођа терористичке Ослободилачке војске Косова (ОВК).
Године 2020. оптужен је за ратне злочине и злочине против човечности током рата на Косову и Метохији.

## Биографија
Године 1990. започео је студије на Универзитету у Приштини, на Пољопривредном факултету и на Вишој педагошкој школи на одсеку за албански језик и књижевност. Због политичких околности, био је принуђен да остатак студија заврши у Албанији. Дипломирао је на Пољопривредном универзитету у Тирани, а магистрирао општи менаџмент на Шефилдском универзитету у Солуну.
Говори енглески, немачки и албански језик. Са супругом Виолетом има четворо деце.

## Оптужбе за ратне злочине
Косовска специјализована већа и Канцеларија специјалног тужилаштва су 24. јуна 2020. поднела Међународном суду правде на разматрање оптужницу од десет тачака. Оптужница терети Веселија, Хашима Тачија и друге за злочине против човечности и ратне злочине, укључујући убиства, присилни нестанак лица, прогон и мучење, који су се догодили током рата на Косову и Метохији. Оптужница терети осумњичене за око 100 убистава Албанаца, Срба, Рома и политичких противника. Тужилац је, како се наводи у саопштењу за јавност, навео да је то питање било неопходно јавно објавити због узастопних настојања Тачија и Веселија да опструишу и подриве рад специјализованих већа.